# Антоније II Цариградски
Свети Антоније II Цариградски (грч. Αντώνιος Α΄ Κασσιμάτης) је хришћански светитељ и патријарх цариградски (893–901).
Најпре велики подвижник необичнога милосрђа и потом патријарх у време цара Лава VI Мудрог (889—912). Замонашио је и свога оца. Устројио је манастир над моштима Свете Калије.
Српска православна црква слави га 12. фебруара по црквеном, а 25. фебруара по грегоријанском календару.